# Ilithyia (geslacht)
Ilithyia is een geslacht van vlinders van de familie snuitmotten (Pyralidae), uit de onderfamilie Phycitinae.

## Soorten
- I. buxtoni Rothschild, 1921
- I. nigrilinea Joannis, 1927
- I. striaticosta Joannis, 1927
- I. taiwanalis Shibuya, 1928
- I. vicinella Joannis, 1927